# Ère des Martyrs
 (mars 2018).
Si vous disposez d'ouvrages ou d'articles de référence ou si vous connaissez des sites web de qualité traitant du thème abordé ici, merci de compléter l'article en donnant les références utiles à sa vérifiabilité et en les liant à la section « Notes et références ».

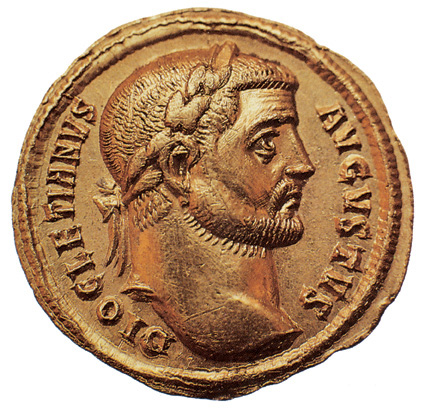
Empereur Dioclétien

L’Ère des Martyrs (Latin : anno martyrum) également connue sous le nom d'ère de Dioclétien (Latin : anno Diocletiani) est une méthode de numérotation des années utilisée par l'Église d'Alexandrie depuis le IVe siècle et par l'Église copte orthodoxe depuis le Ve siècle. les chrétiens d'Occident ne l'ont jamais utilisée bien qu'ils la connaissent. Elle fut nommée d'après l'Empereur romain Dioclétien qui déclencha la dernière série de persécution majeure des chrétiens dans l'Empire romain. Le règne de Dioclétien débuta le 20 novembre 284 durant l'ère alexandrine qui elle-même débuta le 1er Thout, jour de l'an égyptien, ou 29 août 284, si bien que cette date fut retenue comme l'epoch, c'est-à-dire l'an 1 de l'ère de Dioclétien.
Lorsque Denys le Petit prolongea ces tables de 95 années supplémentaires, il remplaça l'anno Diocletiani par l'anno Domini, ne voulant pas perpétuer la mémoire d'un tyran qui avait persécuté les chrétiens
.
Ce terme anno Domini s'imposa dans l'Occident latin mais ne fut pas usité dans l'Orient grec avant l'époque moderne.
Le terme anno Diocletiani ne fut pas seulement en usage chez les premiers chrétiens. La plupart des chrétiens romains, de même que les romains païens avant eux, désignaient les années par le nom des deux consuls ayant servi pendant chacune. Les Romains utilisaient aussi le terme arb urbe condita (AUC) qui signifie "depuis la fondation de la Cité (Rome)". Cependant, ce terme fut rarement utilisé en dehors des traités historiques.

## Articles liés
- Passage du calendrier julien au calendrier grégorien